# Friedrich-Wilhelm Lütt

Friedrich-Wilhelm Lütt

Friedrich-Wilhelm Lütt (* 6. Mai 1902 in Cuxhaven; † 27. Juni 1973 ebenda) war ein deutscher Politiker (NSDAP).

## Leben und Wirken
Nach dem Besuch der Volksschule, der Realschule und der Landwirtschaftsschule verdiente Friedrich-Wilhelm Lütt seinen Lebensunterhalt als Landwirtschaftsverwalter in Friedeburg. Kurzzeitig gehörte er der Reichswehr beim Infanterieregiment 16 und 69 an. Zum 10. August 1925 trat er der NSDAP bei (Mitgliedsnummer 12.997), in der er unter anderem Aufgaben als Gauamtsleiter übernahm. Später fungierte er als Gauhauptamtsleiter und Oberbereichsleiter der Partei.
Von 1932 bis zur Auflösung dieser Körperschaft im Herbst 1933 war Lütt Mitglied des Preußischen Landtags. Anschließend saß er von November 1933 bis zum Ende der NS-Herrschaft im Frühjahr 1945 als Abgeordneter für den Wahlkreis 15 (Osthannover) im nationalsozialistischen Reichstag.